# シリア人権侵害証拠収集センター
シリア人権侵害証拠収集センター（シリアじんけんしんがいしょうこしゅうしゅうセンター、VDC、アラビア語: مركز توثيق الانتهاكات في سوريا、英語: Violations Documentation Center in Syria、VDC）は、シリア内戦の開始以来行われてきた暴力、身体拘束、拉致等の人権侵害を記録することを目的とした、シリアの反体制派のネットワークである。地域調整委員会の活動家と協力し、反体制派や民間人から暴力の犠牲者を特定し記録する。その目的は、シリア国内における人権侵害を独立した立場から記録し、将来の司法手続に有益となり得る資料を提供できるようにすることであるとされる。主な情報源は、医療記録、犠牲者の家族、葬儀を行ったモスクのイマームなどである。
2011年6月にシリアの弁護士兼人権活動家のラザーン・ザイトゥーナと、シリアの弁護士兼言論の自由推進活動家のMazen Darwishによって設立された。元は「メディアと表現の自由のためのシリアセンター」（Syrian Center for Media and Freedom of Expression; SCM）の一部であったが、SCMが襲撃され解散した後に独立組織となった。
VDCは非営利の非政府組織である。主要な本部機能はドゥーマ市に置かれているが、法人登記はスイスで行われている。約30-35人の調査チームと、国際的な訓練を受けた30人以上の現地特派員からなる地上ネットワークでシリア全土をカバーしている。VDCは国連安全保障理事会に調査結果を報告する。年次、月次および週次で統計を更新している。

## VDCに対する攻撃
2013年12月9日、ドゥーマにあるVDCの事務所が武装した覆面の襲撃者に襲撃され、後に「ドゥーマの4人（The Douma Four）」として知られることになる4人の職員（ラザーン・ザイトゥーナ、Samiraal-Khalil、Nazem HamadiおよびWael Hamada）が誘拐された。ジャイシュ・アル・イスラムが犯人と疑われた。
2016年7月22日と2017年8月13日にもジャイシュ・アル・イスラムの襲撃があった。誘拐事件以来、VDCは管理部門をシリア外（当初はトルコ、その後スイス）に置き、データベース管理者も2名設置した。
2018年8月現在、AP通信はZaitounehの消息に関する明確な証拠は発見できていないが、2017年頃に殺害された疑いがあるという。

## 方法論
VDCは人権侵害行為の記録について国際基準を適用している。データの記録方法として、
1. 主に病院、安置所、犠牲者の親族、メディア関係者から1人以上の犠牲者に関する初期情報を収集し、
2. 初期報告を確認し、
3. 犠牲者に関するデータを追加して記録を完成させる

という3段階の方法論を採用している。
エール大学とハーバード大学の医学者がThe Lancetに寄稿したところによれば、その特徴は「慎重な方法、人権文書に関する国際規範の順守、戦闘員の地位と階級の記録、死因と特に関係した武器の記録、地理的範囲およびデータの限界に明確な注意を払っていること」であるという。他方、VDCの手法の限界として、「政府支配地域におけるものや親政府軍内部での人権侵害について報告できないず、またこの観察方法では犠牲者（特に砲爆撃により崩壊した建造物や瓦礫の中に埋もれてしまった人々）の数を過小評価してしまいかねない」と述べている。

## 資金調達
VDCは、独立・不偏・中立の団体からの資金提供のみ受け入れている。